# Afonso Miguel de Portugal e Castro
Afonso Miguel de Portugal e Castro, 4.º Marquês de Valença e 11.º Conde de Vimioso (8 de maio de 1748 — 22 de dezembro de 1802) foi um gentil-homem da câmara real de Dona Maria I, grã-cruz da Ordem de Cristo. Entre 13 de novembro de 1779 e 31 de julho de 1783 foi Governador-Geral da Bahia.
Casou com Dona Maria Teresa Teles da Silva, filha do 6.º Conde de Vilar Maior e da 2.ª Marquesa de Penalva, em 20 de junho de 1778, com quem teve três filhos:
- José Bernardino de Portugal e Castro, 5.º Marquês de Valença e 12.º Conde de Vimioso, nascido durante o governo da Bahia, foi primeiro-ministro de Portugal;
- Maria Francisca de Portugal e Castro, casada com seu tio Fernando José de Portugal e Castro, 2.º marquês de Aguiar;
- Manuel Francisco Zacarias de Portugal e Castro, foi governador-geral da Capitania de Minas Gerais e Vice-Rei da Índia.